# Политика исполнения
Политика исполнения — внешнеполитическая стратегия Веймарской республики с момента принятия Лондонского ультиматума 1921 года до начала Рурского конфликта 1923 года. 
В этот период времени Германия, считавшая завышенными назначенные западными державами репарации, пыталась выполнять их так, чтобы стала очевидной невыполнимость этих требований. Политическая, военная и экономическая слабость Германии после Первой мировой войны не позволяла добиться пересмотра условий Версальского договора. Поэтому внешнеполитическое ведомство Германии под руководством рейхсканцлера Йозефа Вирта (партия Центра) и министра иностранных дел и восстановления Вальтера Ратенау (Немецкая демократическая партия) стремилось максимально выполнять требования Версальского договора и тем самым продемонстрировать разруху, царившую в экономике Германии, и невозможность выполнения ею своих международных обязательств по выплате репараций. Союзники, и прежде всего Франция, выражали сомнения в достоверности заверений своего должника Германии. Несмотря на постоянно увеличивающуюся задолженность Германии и прогрессирующую инфляцию, они требовали проведения в стране последовательной налоговой политики для оздоровления бюджета. Однако эти меры были предприняты в Германии лишь после денежной реформы в ноябре 1923 года. Последовавшая за этим стабилизация национальной валюты позволила заново урегулировать вопрос выплаты репараций (план Дауэса).
Приверженцы политики исполнения, яростно критиковавшейся со стороны националистически настроенных правых, Маттиас Эрцбергер (партия Центра) и министр иностранных дел Вальтер Ратенау стали жертвами политических убийств, совершённых радикальными группировками.